# Woodville (Wisconsin)
Woodville és una població dels Estats Units a l'estat de Wisconsin. Segons el cens del 2000 tenia 1.104 habitants.

## Demografia
Segons el cens del 2000, Woodville tenia 1.104 habitants, 446 habitatges, i 288 famílies. La densitat de població era de 335,6 habitants per km².
Dels 446 habitatges en un 35,9% hi vivien nens de menys de 18 anys, en un 50% hi vivien parelles casades, en un 8,5% dones solteres, i en un 35,4% no eren unitats familiars. En el 30,9% dels habitatges hi vivien persones soles el 15,9% de les quals corresponia a persones de 65 anys o més que vivien soles. El nombre mitjà de persones vivint en cada habitatge era de 2,37 i el nombre mitjà de persones que vivien en cada família era de 2,97.
Per edats la població es repartia de la següent manera: un 26,6% tenia menys de 18 anys, un 10% entre 18 i 24, un 30,8% entre 25 i 44, un 15,3% de 45 a 60 i un 17,3% 65 anys o més.
L'edat mediana era de 34 anys. Per cada 100 dones de 18 o més anys hi havia 91,9 homes.
La renda mediana per habitatge era de 38.828 $ i la renda mediana per família de 49.643 $. Els homes tenien una renda mediana de 35.764 $ mentre que les dones 25.556 $. La renda per capita de la població era de 20.958 $. Aproximadament el 2,7% de les famílies i el 5,8% de la població estaven per davall del llindar de pobresa.

## Poblacions més properes
El següent diagrama mostra les poblacions més properes.